# Boussy-Saint-Antoine
Boussy-Saint-Antoine (prononcé [busi sɛ̃t̪ ɑ̃t̪wan] ) est une commune française située à vingt-trois kilomètres au sud-est de Paris dans le département de l'Essonne en région Île-de-France.
Ses habitants sont appelés les Buxaciens ou Buxassiens,.

## Géographie

### Situation
| Type d’occupation           | Pourcentage | Superficie (en hectares) |
| --------------------------- | ----------- | ------------------------ |
| Espace urbain construit     | 41,3 %      | 120,45                   |
| Espace urbain non construit | 13,1 %      | 38,12                    |
| Espace rural                | 45,6 %      | 132,79                   |
| Source : Iaurif             |             |                          |

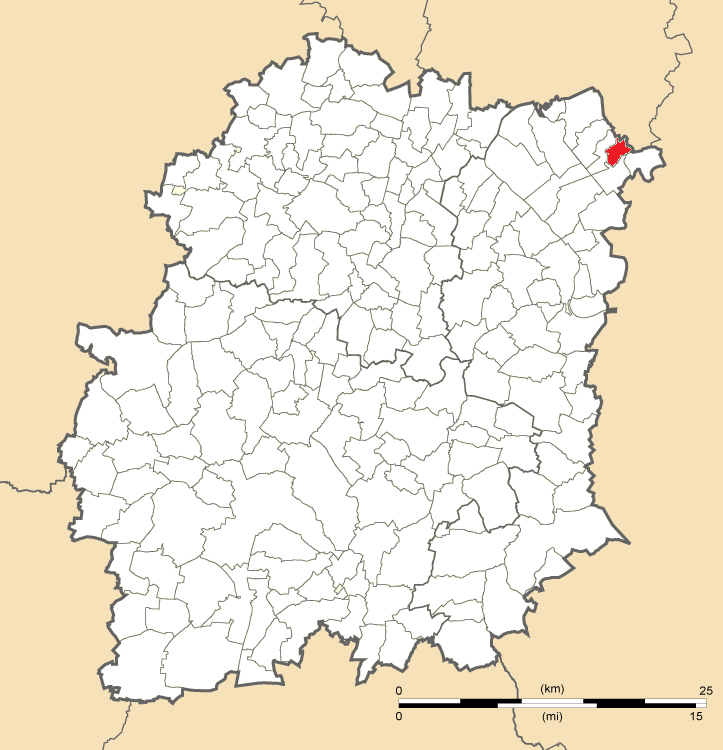
Position de Boussy-Saint-Antoine en Essonne.

Située en lisière de la forêt de Sénart, Boussy-Saint-Antoine est traversée par l'Yerres.
Boussy-Saint-Antoine est située à vingt-trois kilomètres au sud-est de Paris-Notre-Dame, point zéro des routes de France, neuf kilomètres au nord-est d'Évry, dix kilomètres au nord-est de Corbeil-Essonnes, vingt kilomètres au nord-est de Montlhéry, vingt-deux kilomètres au sud-est de Palaiseau, vingt-quatre kilomètres au nord-est d'Arpajon, vingt-six kilomètres au nord-est de La Ferté-Alais, trente-deux kilomètres au nord-est de Milly-la-Forêt, quarante kilomètres au nord-est d'Étampes, quarante-deux kilomètres au nord-est de Dourdan.

### Hydrographie
La commune est arrosée par la rivière l'Yerres, le Rû du Gord et le Rû de la Passe d'eau, le long du champ de la Roze.

### Relief et géologie
Le point le plus bas de la commune est situé à trente-neuf mètres d'altitude et le point culminant à quatre-vingt-dix mètres.

### Climat
Pour des articles plus généraux, voir Climat de l'Île-de-France et Climat de l'Essonne.
En 2010, le climat de la commune est de type climat océanique dégradé des plaines du Centre et du Nord, selon une étude du CNRS s'appuyant sur une série de données couvrant la période 1971-2000. En 2020, Météo-France publie une typologie des climats de la France métropolitaine dans laquelle la commune est exposée à un climat océanique altéré et est dans la région climatique  Sud-ouest du bassin Parisien, caractérisée par une faible pluviométrie, notamment au printemps (120 à 150 mm) et un hiver froid (3,5 °C). 
Pour la période 1971-2000, la température annuelle moyenne est de 11,6 °C, avec une amplitude thermique annuelle de 15,3 °C. Le cumul annuel moyen de précipitations est de 668 mm, avec 10,8 jours de précipitations en janvier et 7,7 jours en juillet. Pour la période 1991-2020, la température moyenne annuelle observée sur la station météorologique la plus proche, située sur la commune de Mandres-les-Roses à 2 km à vol d'oiseau, est de 11,9 °C et le cumul annuel moyen de précipitations est de 698,3 mm,. Pour l'avenir, les paramètres climatiques de la commune estimés pour 2050 selon différents scénarios d'émission de gaz à effet de serre sont consultables sur un site dédié publié par Météo-France en novembre 2022.
| Mois                                  | jan.          | fév.           | mars           | avril       | mai            | juin           | jui.           | août          | sep.        | oct.            | nov.             | déc.             | année     |
| ------------------------------------- | ------------- | -------------- | -------------- | ----------- | -------------- | -------------- | -------------- | ------------- | ----------- | --------------- | ---------------- | ---------------- | --------- |
| Température minimale moyenne (°C)     | 1,8           | 1,6            | 3,8            | 5,8         | 9,6            | 12,7           | 14,5           | 14            | 10,8        | 8,2             | 4,7              | 2,4              | 7,5       |
| Température moyenne (°C)              | 4,5           | 5              | 8,2            | 11          | 14,8           | 18,1           | 20,2           | 20            | 16,3        | 12,4            | 7,8              | 5                | 11,9      |
| Température maximale moyenne (°C)     | 7,2           | 8,6            | 12,7           | 16,4        | 19,9           | 23,5           | 25,9           | 26,1          | 21,8        | 16,6            | 10,9             | 7,5              | 16,4      |
| Record de froid (°C) date du record   | −16 08.01.10  | −13 07.02.1991 | −10,5 01.03.05 | −3 07.04.21 | 0,5 07.05.1997 | 1,8 04.06.1991 | 6,1 04.07.1990 | 6 28.08.1998  | 1 30.09.12  | −3,8 30.10.1997 | −10,4 24.11.1998 | −10,3 29.12.1996 | −16 2010  |
| Record de chaleur (°C) date du record | 16,1 27.01.03 | 22 27.02.19    | 25 31.03.21    | 29 20.04.18 | 33 28.05.17    | 38 22.06.17    | 39,5 31.07.20  | 40,1 06.08.03 | 35 15.09.20 | 29,5 01.10.11   | 23 08.11.15      | 17,3 16.12.1989  | 40,1 2003 |
| Précipitations (mm)                   | 57,2          | 50,9           | 49,8           | 50,6        | 67,4           | 58,6           | 60             | 61,1          | 52,4        | 58              | 61,8             | 70,5             | 698,3     |

### Voies de communication et transports
La commune est reliée par la départementale 33 à la route nationale 6 qui permet de rejoindre le centre de Paris, distant de 35 kilomètres par la route. Cette nationale permet aussi de rejoindre la francilienne.
La commune est desservie par une gare, sur la ligne D du RER, en direction de Melun, en passant par Villeneuve Saint George.
Depuis décembre 2008, un nouveau plan de circulation des trains du RER est en place. Celui-ci est contesté par certains usagers et élus locaux qui protestent contre la suppression de certains trains et la dégradation du service proposé. La commune est par ailleurs membre de l'association des élus de la ligne D du RER depuis le conseil municipal du 19 décembre 2008.
Elle est aussi desservie par une ligne du TransEssone le 91.01 qui va de la gare de Brunoy à Évry.
Deux lignes de bus desservent la ville au départ de la gare. La ligne X va jusqu'à Yerres et Crosne, en passant par la mairie de Boussy, la piscine des Sénart puis Epinay-Sous-Sénart. La ligne C permet de rejoindre Epinay-Sous-Sénart, en passant par Mandres-les-Roses et Brunoy.

### Lieux-dits, écarts et quartiers
Le quartier des Buissons, au sud de la commune, a été bâti dans les années 1960 et regroupe environ 25 % de la population municipale. Dix immeubles représentant 656 logements composent l'ensemble entouré d'espaces verts.
La commune possède encore deux champs cultivés:
- Le champ de la Roze au nord de la ville près de Mandres-les-Roses.
- Le champ du Besly situé dans une boucle de l'Yerres, entre Perigny et Varennes-Jarcy.

## Urbanisme

### Typologie
Au 1er janvier 2024, Boussy-Saint-Antoine est catégorisée grand centre urbain, selon la nouvelle grille communale de densité à sept niveaux définie par l'Insee en 2022.
Elle appartient à l'unité urbaine de Paris, une agglomération inter-départementale regroupant 407  communes, dont elle est une commune de la banlieue,,. Par ailleurs la commune fait partie de l'aire d'attraction de Paris, dont elle est une commune du pôle principal,. Cette aire regroupe 1 929 communes,.

## Toponymie
Butiacum villa au IXe siècle, Buciacum en 1224, Bouci, Boucy-Saint-Antoine.
Le lieu était appelé originellement Buciacum en latin, signifiant « lieu couvert de bois », le village s'est ensuite appelé Buci puis Boussy-Saint-Antoine, la référence religieuse ayant été effacée durant la Révolution en Boussy-sur-Yerres en 1793, puis Boussy-sous-Sénart de 1794 à 1796. Le nom de la commune revint à Boussy-Saint-Antoine en 1801 dans le bulletin des lois.

## Histoire
La présence d'un menhir au bord de l'Yerres démontre l'occupation préhistorique du territoire par les Hommes.
À la mort de Childéric III, le domaine royal de Brunoy est démembré en 750 permettant ainsi la création de Buciacum, qui deviendra plus tard Boussy.
Philippe Auguste avait cédé aux religieux de Saint Germain des Prés, une porte de Paris, avec autorisation d'établir le long des remparts des étaux et des échoppes, à la condition d'entretenir les tours, tourelles et fortifications. En 1350, Simon de Buci prit cette porte à bail, la répara et lui laissa son nom.
L'histoire de la ville fut marquée par le peintre André Dunoyer de Segonzac, dont la maison d'enfance est devenue la mairie.
Romain Colas était en 2008 le plus jeune maire de l'Essonne, à 28 ans.

## Politique et administration

### Rattachements administratifs et électoraux
La commune de Boussy-Saint-Antoine fait partie du canton d'Épinay-sous-Sénart, de l'arrondissement d’Évry et de la neuvième circonscription de l'Essonne.

### Intercommunalité
La ville adhérait depuis 2002 à la communauté d'agglomération du Val d'Yerres, qui comprenait les villes de Yerres, Crosne, Brunoy, Quincy-Sous-Sénart, Epinay-Sous-Sénart et Boussy Saint Antoine.
Dans le cadre de la mise en œuvre de la loi MAPTAM du 27 janvier 2014, qui prévoit la généralisation de l'intercommunalité à l'ensemble des communes et la création d'intercommunalités de taille importante, le préfet de la région d'Île-de-France approuve le 4 mars 2015 un schéma régional de coopération intercommunale qui prévoit notamment la « fusion de la communauté d'agglomération Sénart Val de Seine, de la communauté d'agglomération du Val d'Yerres et extension du nouveau regroupement à la commune de Varennes-Jarcy », jusqu'alors membre de la Communauté de communes du Plateau Briard. Celle-ci, après une consultation de ses habitants qui s'est tenue en avril 2015, intègre néanmoins la communauté de communes de l'Orée de la Brie le 1er janvier 2016, de manière à ne pas être concernée par la Métropole du Grand Paris,.
Les communes de Sénart Val de Seine s'opposent à la création, et le maire de Draveil, Georges Tron, organise un référendum dans sa ville, qui aboutit à un rejet de la fusion par 98,3 %, mais avec une participation limitée à 23 % des électeurs,.
La création de la nouvelle communauté d'agglomération est néanmoins créée par arrêté préfectoral du 14 décembre 2015 « portant création d’un établissement public de coopération intercommunale issu de la fusion des communautés d’agglomération Sénart Val de Seine et Val d’Yerres », dénommée communauté d'agglomération Val d'Yerres Val de Seine.
Cette nouvelle communauté d'agglomération comprend actuellement les villes de Montgeron, Draveil, Vigneux-sur-Seine, Yerres, Crosne, Brunoy, Quincy-sous-Sénart, Épinay-sous-Sénart et Boussy-Saint-Antoine. Son président est François Durovray, ancien maire de Montgeron et actuel président du département de l'Essonne.

### Tendances et résultats politiques
Élections présidentielles, résultats des deuxièmes tours
- Élection présidentielle de 2002 : 85,34 % pour Jacques Chirac (RPR), 14,66 % pour Jean-Marie Le Pen (FN), 80,62 % de participation[42].
- Élection présidentielle de 2007 : 50,44 % pour Nicolas Sarkozy (UMP), 49,56 % pour Ségolène Royal (PS), 87,32 % de participation[43].
- Élection présidentielle de 2012 : 55,38 % pour François Hollande (PS), 44,62 % pour Nicolas Sarkozy (UMP), 81,74 % de participation[44].
- Élection présidentielle de 2017 : 72,51 % pour Emmanuel Macron (LREM), 27,49 % pour Marine Le Pen (FN), 74,22 % de participation.

Élections législatives, résultats des deuxièmes tours
- Élections législatives de 2002 : 54,78 % pour Georges Tron (UMP), 45,22 % pour Florence Léon-Ploquin (PS), 60,54 % de participation[45].
- Élections législatives de 2007 : 51,23 % pour Georges Tron (UMP), 48,77 % pour Thierry Mandon (PS), 57,11 % de participation[46].
- Élections législatives de 2012 : 67,41 % pour Thierry Mandon (PS), 32,59 % pour Georges Tron (UMP), 54,50 % de participation[47].
- Élections législatives de 2017 : 59,45 % pour Marie Guévenoux (LREM), 40,55 % pour Véronique Carantois (LR), 37,43 % de participation.

Élections européennes, résultats des deux meilleurs scores
- Élections européennes de 2004 : 30,07 % pour Harlem Désir (PS), 13,70 % pour Patrick Gaubert (UMP), 44,83 % % de participation[48].
- Élections européennes de 2009 : 23,66 % pour Michel Barnier (UMP), 19,46 % pour Harlem Désir (PS), 42,81 % de participation[49].
- Élections européennes de 2014 : 17,85 % pour Pervenche Berès (PS), 17,74 % pour Aymeric Chauprade (FN), 42,22 % de participation[50].
- Élections européennes de 2019 : 20,28 % pour Nathalie Loiseau (LREM), 16,14 % pour Yannick Jadot (EELV) et Jordan Bardella (RN), 48,41 % de participation.

Élections régionales, résultats des deux meilleurs scores
- Élections régionales de 2004 : 55,83 % pour Jean-Paul Huchon (PS), 35,28 % pour Jean-François Copé (UMP), 67,00 % de participation[51].
- Élections régionales de 2010 : 63,14 % pour Jean-Paul Huchon (PS), 36,86 % pour Valérie Pécresse (UMP), 46,95 % de participation[52].
- Élections régionales de 2015 : 45,87 % pour Claude Bartolone (PS), 37,03 % pour Valérie Pécresse (LR), 54,84 % de participation.

Élections cantonales et départementales, résultats des seconds tours
- Élections cantonales de 2004 : 59,82 % pour Richard Messina (PS), 40,18 % pour David Nadeau (UMP), 67,44 % de participation[53].
- Élections cantonales de 2011 : 82,07 % pour Romain Colas (PS), 17,93 % pour Jean Legangneux (FN), 45,97 % de participation[54].
- Élections départementales de 2015 : 69,61 % pour Damien Allouch et Annick Dischbein (PS), 17,93 % pour Olivia Le Roux et Laurent Stillen (FN), 47,64 % de participation.

Élections municipales, résultats des deuxièmes tours
- Élections municipales de 2001 : données manquantes.
- Élections municipales de 2008 : 66,97 % pour Romain Colas (PS) élu au premier tour, 33,03 % pour Françoise De Salvador (DVD), 62,25 % de participation[55].
- Élections municipales de 2014 : 76,76 % pour Romain Colas (PS) élu au premier tour, 23,23 % pour Jean-Louis Garay (SE), 61,10 % de participation.
- Élections municipales de 2020 : 83,94 % pour Romain Colas (PS) élu au premier tour, 16,05 % pour Jean-Louis Garay (LR), 40,29 % de participation.

Référendums
- Référendum de 2000 relatif au quinquennat présidentiel : 80,05 % pour le Oui, 19,95 % pour le Non, 33,38 % de participation[56].
- Référendum de 2005 relatif au traité établissant une Constitution pour l'Europe : 50,88 % pour le Oui, 49,12 % pour le Non, 70,19 % de participation[57].

### Liste des maires
| Période                                  | Période                    | Identité                    | Étiquette    | Qualité |
| ---------------------------------------- | -------------------------- | --------------------------- | ------------ | --- |
| Maire en 1924                            | ?                          | Henri Mayet                 |              | Docteur en médecine, chirurgien |
| Les données manquantes sont à compléter. |                            |                             |              | |
| mai 1953                                 | mars 1977                  | Georges Coubard (1906-1992) | Centre droit | Ingénieur, maire honoraire Auteur du livre "Boussy-Saint-Antoine, du passé au présent" |
| mars 1977                                | mars 1983                  | Renée Espinasse,            | PS           | |
| mars 1983                                | mars 2008                  | Richard Messina             | PS           | Professeur de chimie Président de l'Université d'Évry-Val-d'Essonne (2006 → 2011) Conseiller général d'Épinay-sous-Sénart (1998 → 2011) Vice-président du conseil général (1998 → 2011)                                              |
| mars 2008                                | En cours (au 29 juin 2020) | Romain Colas                | PS           | Cadre territorial Député de l'Essonne (9e circ.) (2014 → 2017) Conseiller général d'Épinay-sous-Sénart (2011 → 2015) Vice-président de la CA Val d'Yerres Val de Seine Réélu pour le mandat 2014-2020 Réélu pour le mandat 2020-2026 |
| Les données manquantes sont à compléter. |                            |                             |              | |

### Jumelage
| Boussy-Saint-Antoine Neuenhaus |

Boussy-Saint-Antoine a un jumelage avec :
- Neuenhaus (Allemagne) depuis 1990 - (de) Neuenhaus  située à 640 kilomètres[67].

## Population et société

### Démographie

#### Évolution démographique
L'évolution du nombre d'habitants est connue à travers les recensements de la population effectués dans la commune depuis 1793. Pour les communes de moins de 10 000 habitants, une enquête de recensement portant sur toute la population est réalisée tous les cinq ans, les populations de référence des années intermédiaires étant quant à elles estimées par interpolation ou extrapolation. Pour la commune, le premier recensement exhaustif entrant dans le cadre du nouveau dispositif a été réalisé en 2004.

En 2022, la commune comptait 7 986 habitants, en évolution de +9,67 % par rapport à 2016 (Essonne : +2,89 %, France hors Mayotte : +2,11 %).
| 1793 | 1800 | 1806 | 1821 | 1831 | 1836 | 1841 | 1846 | 1851 |
| ---- | ---- | ---- | ---- | ---- | ---- | ---- | ---- | ---- |
| 192  | 226  | 221  | 240  | 253  | 242  | 219  | 236  | 234  |

| 1856 | 1861 | 1866 | 1872 | 1876 | 1881 | 1886 | 1891 | 1896 |
| ---- | ---- | ---- | ---- | ---- | ---- | ---- | ---- | ---- |
| 233  | 265  | 251  | 235  | 267  | 252  | 259  | 257  | 227  |

| 1901 | 1906 | 1911 | 1921 | 1926 | 1931 | 1936 | 1946 | 1954 |
| ---- | ---- | ---- | ---- | ---- | ---- | ---- | ---- | ---- |
| 224  | 208  | 253  | 250  | 299  | 338  | 312  | 274  | 477  |

| 1962 | 1968  | 1975  | 1982  | 1990  | 1999  | 2004  | 2006  | 2009  |
| ---- | ----- | ----- | ----- | ----- | ----- | ----- | ----- | ----- |
| 578  | 2 360 | 5 990 | 5 982 | 5 924 | 6 352 | 6 705 | 6 653 | 6 325 |

| 2014  | 2019  | 2022  | - | - | - | - | - | - |
| ----- | ----- | ----- | - | - | - | - | - | - |
| 6 928 | 7 983 | 7 986 | - | - | - | - | - | - |

#### Pyramide des âges
La population de la commune est relativement jeune.
En 2018, le taux de personnes d'un âge inférieur à 30 ans s'élève à 40,3 %, soit au-dessus de la moyenne départementale (39,9 %). À l'inverse, le taux de personnes d'âge supérieur à 60 ans est de 19,6 % la même année, alors qu'il est de 20,1 % au niveau départemental.
En 2018, la commune comptait 3 608 hommes pour 4 159 femmes, soit un taux de 53,55 % de femmes, largement supérieur au taux départemental (51,02 %).
Les pyramides des âges de la commune et du département s'établissent comme suit.
| Hommes | Classe d’âge | Femmes |
| ------ | ------------ | ------ |
| 0,6    | 90 ou +      | 2,3    |
| 6,1    | 75-89 ans    | 7,3    |
| 10,8   | 60-74 ans    | 11,9   |
| 19,1   | 45-59 ans    | 19,9   |
| 20,2   | 30-44 ans    | 20,9   |
| 18,9   | 15-29 ans    | 17,9   |
| 24,3   | 0-14 ans     | 19,9   |

| Hommes | Classe d’âge | Femmes |
| ------ | ------------ | ------ |
| 0,5    | 90 ou +      | 1,4    |
| 5,4    | 75-89 ans    | 7,2    |
| 12,9   | 60-74 ans    | 13,9   |
| 20     | 45-59 ans    | 19,4   |
| 19,9   | 30-44 ans    | 20,1   |
| 20     | 15-29 ans    | 18,2   |
| 21,3   | 0-14 ans     | 19,8   |

### Équipements scolaires
Les établissements scolaires de Boussy-Saint-Antoine sont rattachés à l'académie de Versailles. La commune dispose sur son territoire des écoles primaires La Nérac et Le Rochopt et du collège André Dunoyer de Segonzac.
Les lycéens de la commune dépendent du lycée Maurice Eliot à Epinay-Sous-Sénart.

### Équipements de santé
La commune dispose sur son territoire de 3 maisons de retraite Saint-Thibault (à côté de la Ferme), la Gentilhommière (au Gord) et les Marronniers (à côté du champ de la Rose).

### Équipements culturels
La ville possède au niveau de l'agglomération une bibliothèque municipale pour enfants, la bibliothèque Cabu, inaugurée en septembre 2020, ainsi qu'une école de musique et de danse.
Elle possède aussi une bibliothèque associative, La Bibliothèque André Dunoyer de Segonzac, gérée par des bénévoles, qui se trouve dans la cour de la mairie. Il y a également deux boîtes à livres, l'une devant l'école Rochopt et l'autre sur la place du marché, devant le boulanger.

### Équipements sportifs
La commune possède plusieurs équipements sportifs : trois gymnases (la Halle aux Sports, les gymnases Rochopt et des Antonins), deux terrains à la Boucle du Gord. Par ailleurs, l'esplanade de la Ferme regroupe un terrain de football avec vestiaires, six courts de tennis (dont une bulle pour deux terrains pendant l'hiver), un fronton, un terrain de pétanque et une aire d'activité libre.
De plus, une piscine a été achevée vers la fin de l'année 2009 à côté de l'esplanade de la ferme et du quartier des menhirs. Elle contient une fosse de plongée, un bassin de nage et un petit bassin.

### Services publics
La commune dispose sur son territoire d'une agence postale.

### Lieux de culte

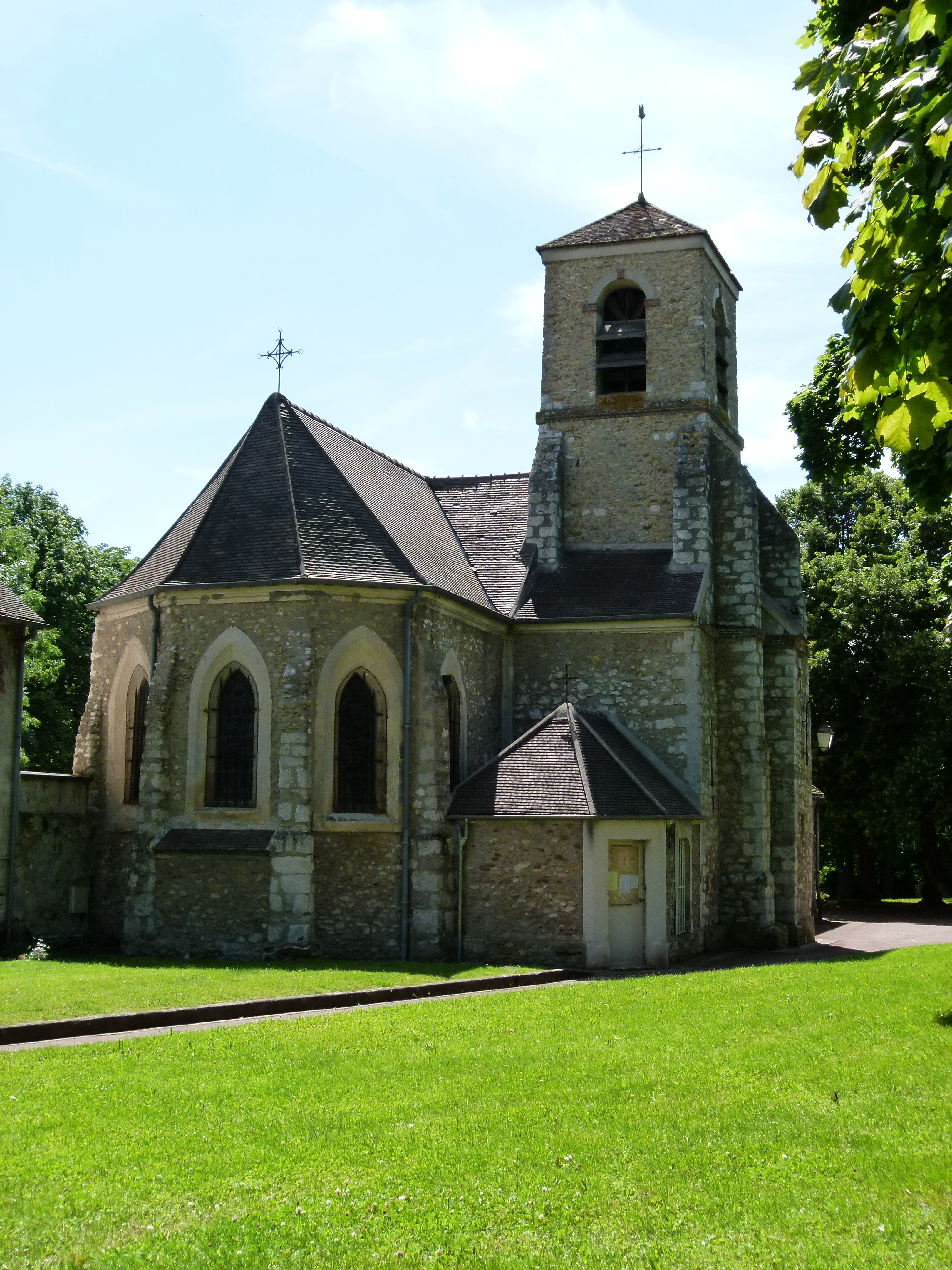
Église Saint-Pierre de Boussy-Saint-Antoine.

La paroisse catholique de Boussy-Saint-Antoine est rattachée au secteur pastoral de Brunoy-Val d'Yerres et au diocèse d'Évry-Corbeil-Essonnes. Elle dispose de l'église Saint-Pierre. La communauté protestante évangélique dispose d'un temple dans la commune, affilié à la Communion des Églises de l’espace francophone.

### Médias
L'hebdomadaire Le Républicain relate les informations locales. La commune est en outre dans le bassin d'émission des chaînes de télévision France 3 Paris Île-de-France Centre, IDF1 et Téléssonne intégré à Télif.

## Économie
Un marché a lieu les samedis et  dimanches matin sur l'Esplanade de la Ferme.

### Emplois, revenus et niveau de vie
En 2010, le revenu fiscal médian par ménage était de 38 020 €, ce qui plaçait Boussy-Saint-Antoine au 3 753e rang parmi les 31 525 communes de plus de 39 ménages en métropole.
| Répartition des emplois par catégories socioprofessionnelles en 2006. |              |                                           |                                                   |                            |                          |                           |
|                                                                       | Agriculteurs | Artisans, commerçants, chefs d’entreprise | Cadres et professions intellectuelles supérieures | Professions intermédiaires | Employés                 | Ouvriers                  |
| Boussy-Saint-Antoine                                                  | 0,0 %        | 7,5 %                                     | 11,7 %                                            | 20,7 %                     | 47,3 %                   | 12,8 %                    |
| Zone d'emploi de Créteil                                              | 0,2 %        | 5,4 %                                     | 17,6 %                                            | 27,3 %                     | 30,3 %                   | 19,3 %                    |
| Moyenne nationale                                                     | 2,2 %        | 6,0 %                                     | 15,4 %                                            | 24,6 %                     | 28,7 %                   | 23,2 %                    |
| Répartition des emplois par secteurs d’activités en 2006.             |              |                                           |                                                   |                            |                          |                           |
|                                                                       | Agriculture  | Industrie                                 | Construction                                      | Commerce                   | Services aux entreprises | Services aux particuliers |
| Boussy-Saint-Antoine                                                  | 0,3 %        | 6,8 %                                     | 4,7 %                                             | 32,7 %                     | 7,2 %                    | 14,9 %                    |
| Zone d'emploi de Créteil                                              | 0,7 %        | 9,4 %                                     | 7,1 %                                             | 14,4 %                     | 13,9 %                   | 7,2 %                     |
| Moyenne nationale                                                     | 3,5 %        | 15,2 %                                    | 6,4 %                                             | 13,3 %                     | 13,3 %                   | 7,6 %                     |
| Sources : Insee,                                                      |              |                                           |                                                   |                            |                          |                           |

## Culture locale et patrimoine

### Patrimoine environnemental
Boussy-Saint-Antoine a été récompensée par une fleur au concours des villes et villages fleuris.
La ville est traversée par la rivière de l'Yerres. Les berges de l'Yerres et les bois au sud du territoire ont été recensés au titre des espaces naturels sensibles par le conseil général de l'Essonne.

#### Nuisances sonores
La commune est affectée en matière de nuisances sonores par la proximité de l'aéroport d'Orly. En 2009, la trajectoire de décollage face à l'Est et le virage pris pour aller vers le sud, survole une partie de la commune. Des associations de riverains ont proposé une solution alternative de virage plus à l'Est qui éviterait ainsi le survol des avions au-dessus des zones d'habitats les plus denses du Val d'Yerres.

### Patrimoine architectural

#### Patrimoine civil

##### La mairie

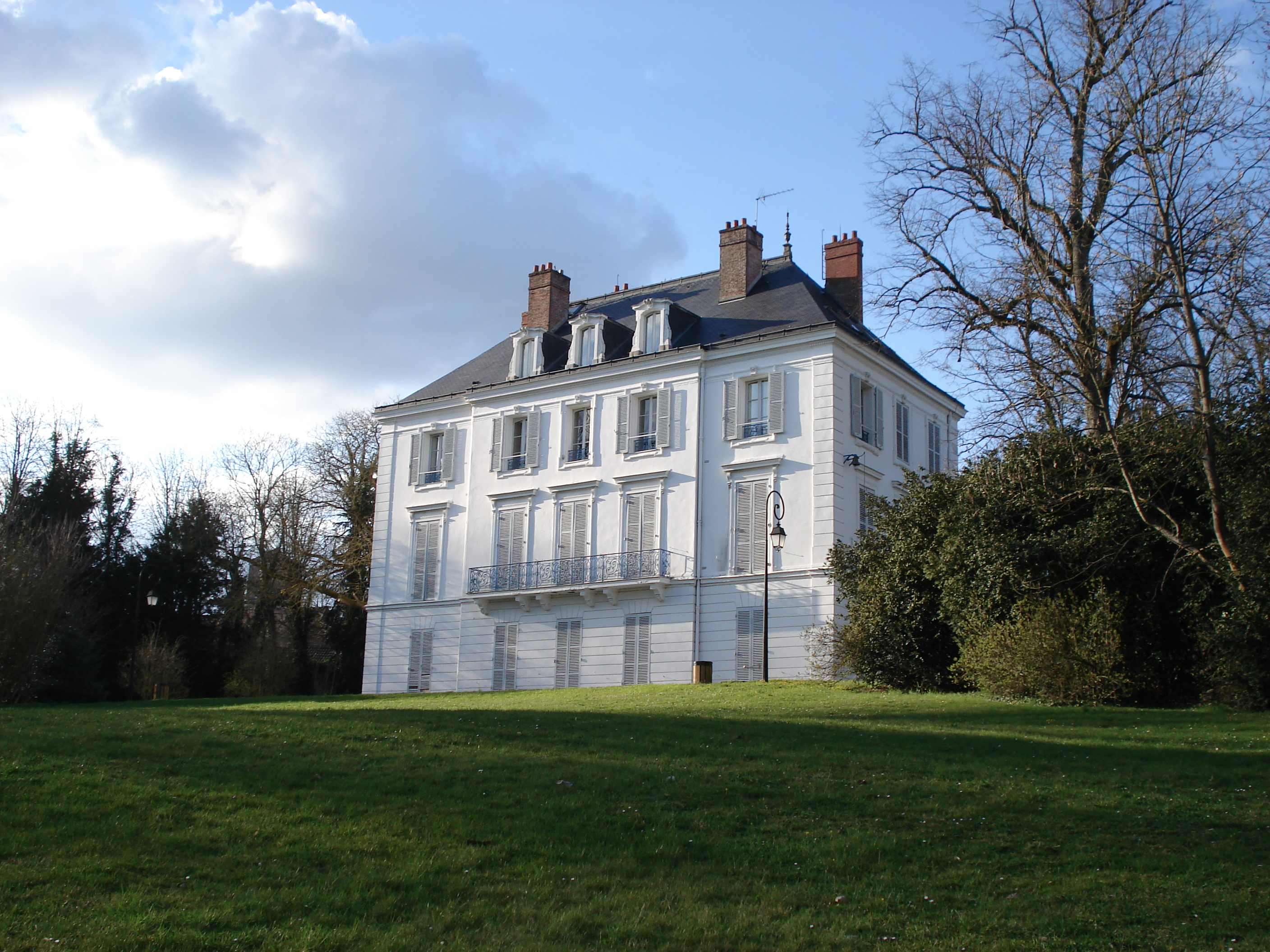
L'hôtel de ville de Boussy-Saint-Antoine vue depuis le parc.

Le bâtiment abritant la mairie depuis 1970 est un petit château construit en 1860 au milieu d'un domaine seigneurial datant du XIVe siècle. Une plaque apposée sur la façade rappelle qu'André Dunoyer de Segonzac, illustrateur, y est né en 1884. Il s'agissait de sa maison familiale.

##### La ferme briarde
La ferme créée par les religieux de saint Antoine avant le XVe siècle est composée de quatre corps de bâtiment. Un incendie a partiellement détruit l'ensemble en 1611. Un pigeonnier a par ailleurs été détruit en 1955. Elle est restée en activité jusque dans les années 1950, avec notamment des vaches et de la vente directe, puis elle a été transformée pour accueillir une grande partie des services publics de la ville. Une autre partie de la Ferme a été transformée en salle de spectacle, une salle d'exposition et un restaurant. La ville est devenue propriétaire officielle des murs en 2019.

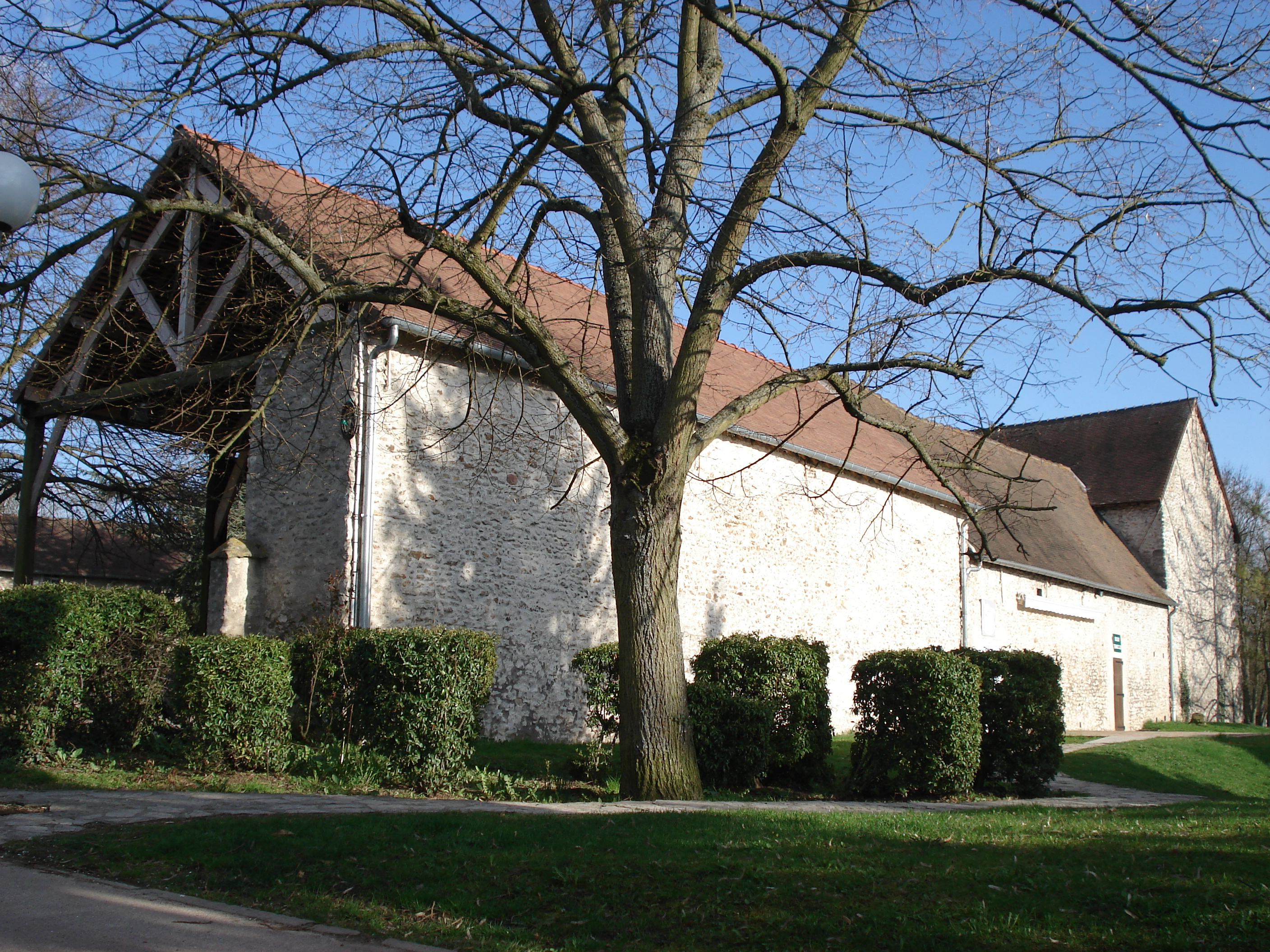
Corps de bâtiment de la ferme de Rochopt.
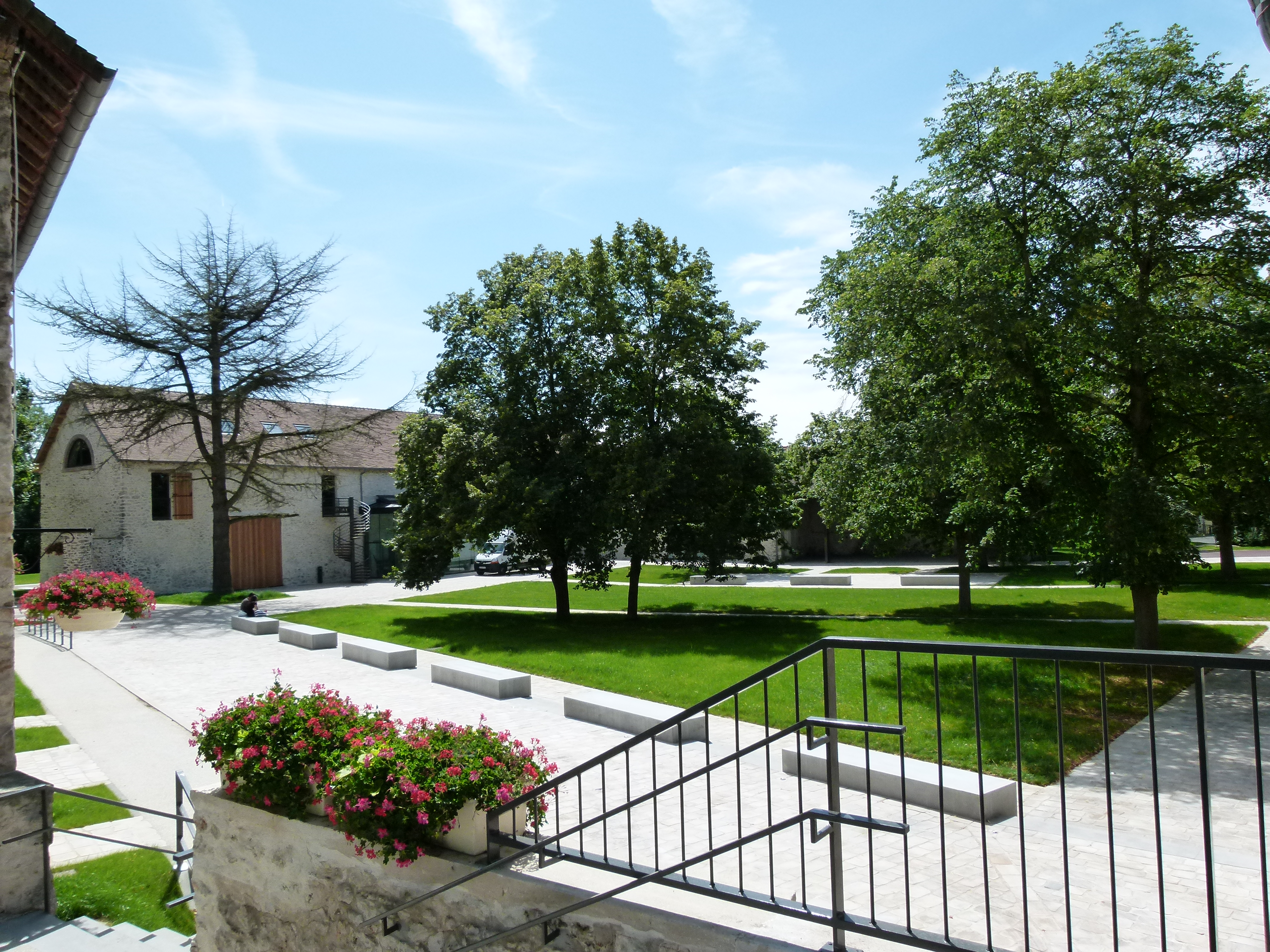
L'intérieur actuel et rénové de la cour de la Ferme de Boussy-Saint-Antoine.

##### Le vieux pont
Le vieux pont, ou pont de la Reine Blanche, datant du XIVe siècle a été inscrit aux monuments historiques le 20 juillet 1972, il aurait été édifié à la demande de Jeanne d'Évreux (1301-1370), dame de Brie-Comte-Robert, femme du roi Charles IV le Bel. Il permettait le franchissement de la rivière sur l'itinéraire Mandres - Corbeil par la forêt de Sénart.

##### Le lavoir

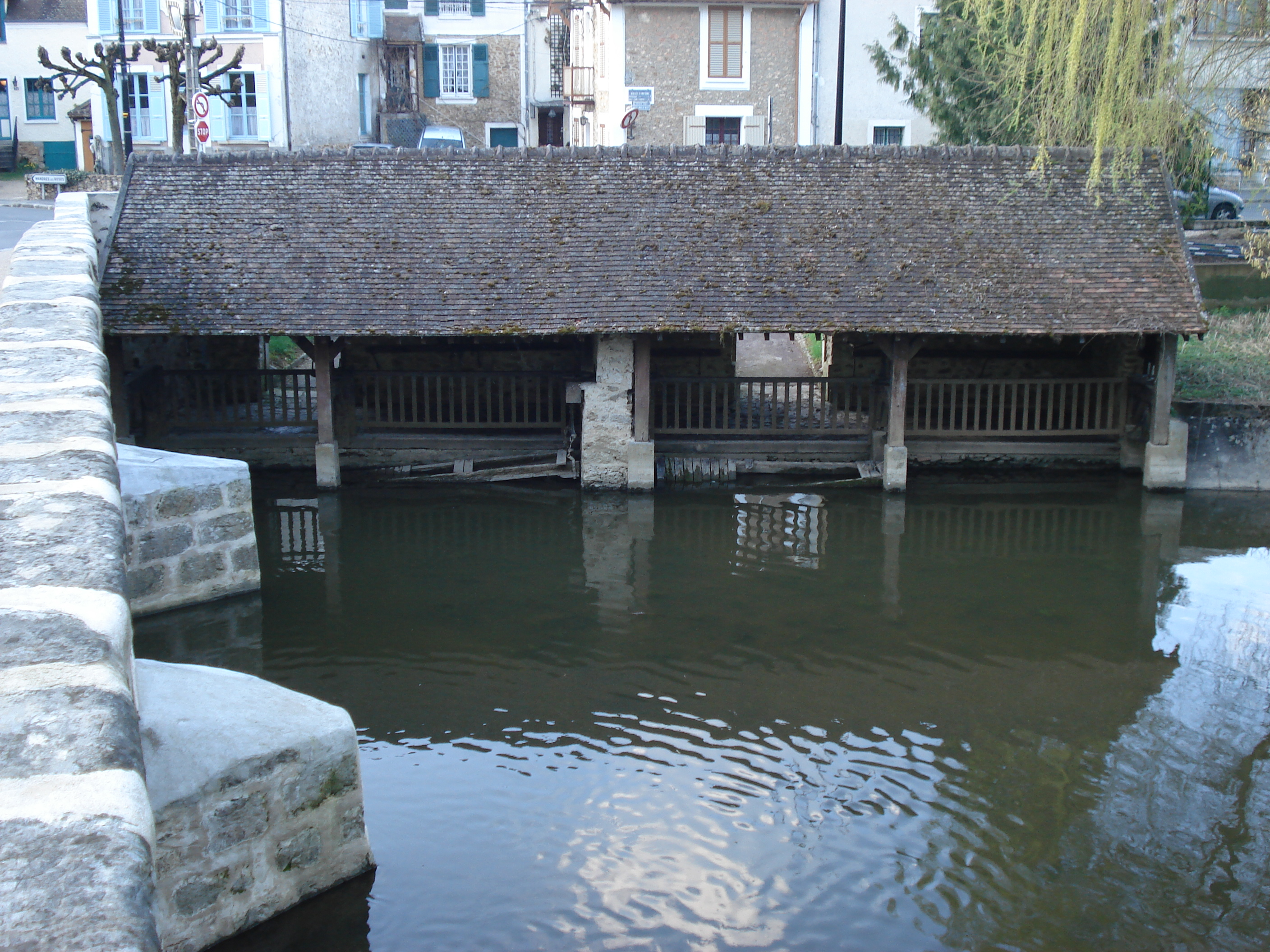
Lavoir de Boussy-Saint-Antoine vu depuis le vieux pont

Attenant au vieux pont, un lavoir de construction plus récente est aménagé au bord de l'Yerres.

##### La vieille fontaine

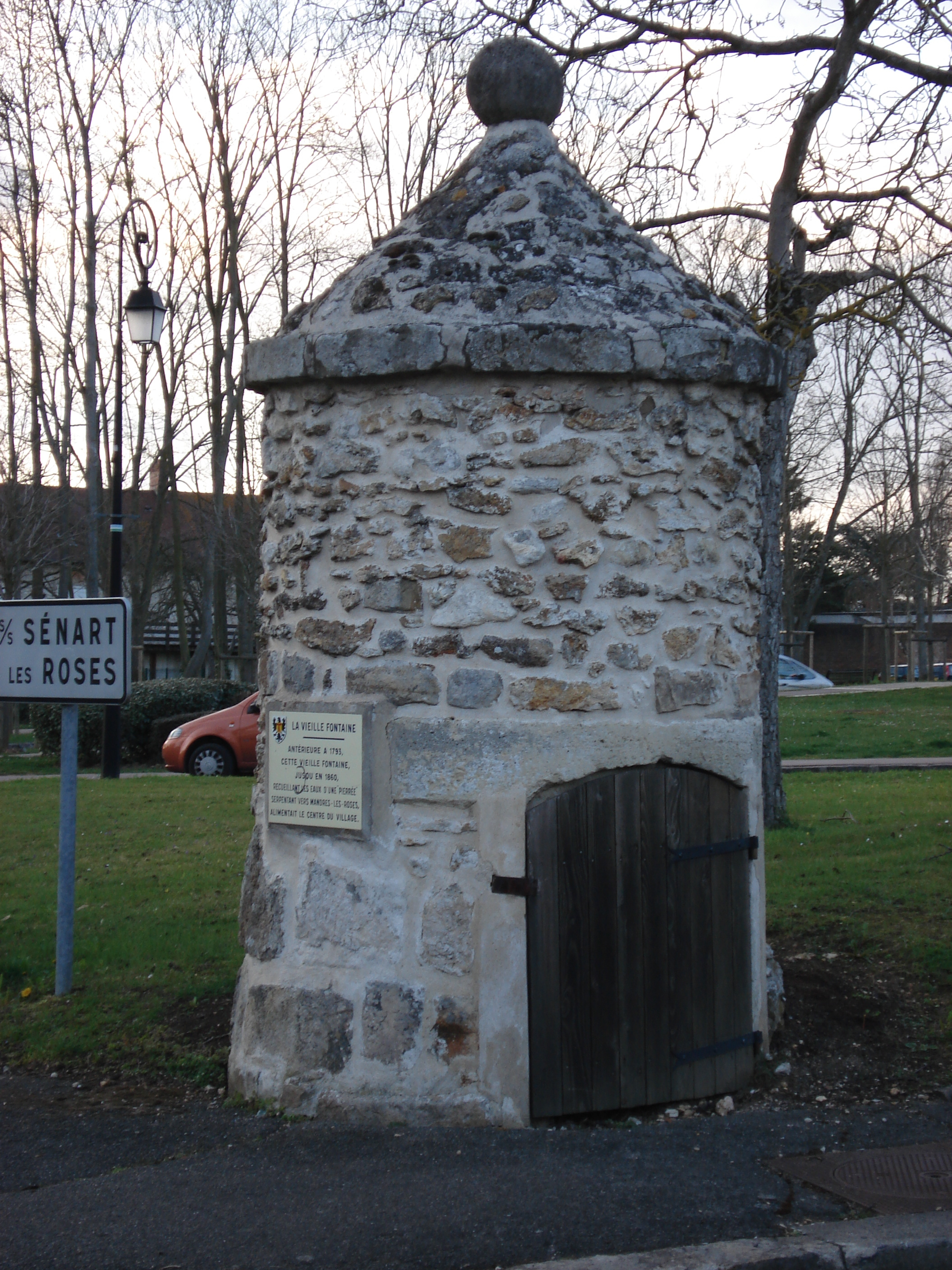
La vieille fontaine de Boussy-Saint-Antoine

Datant du XVIIIe siècle, elle permettait l'alimentation en eau des habitants avant la mise en place d'un puits avec pompe manuelle en 1860.

##### Le moulin de Rochopt

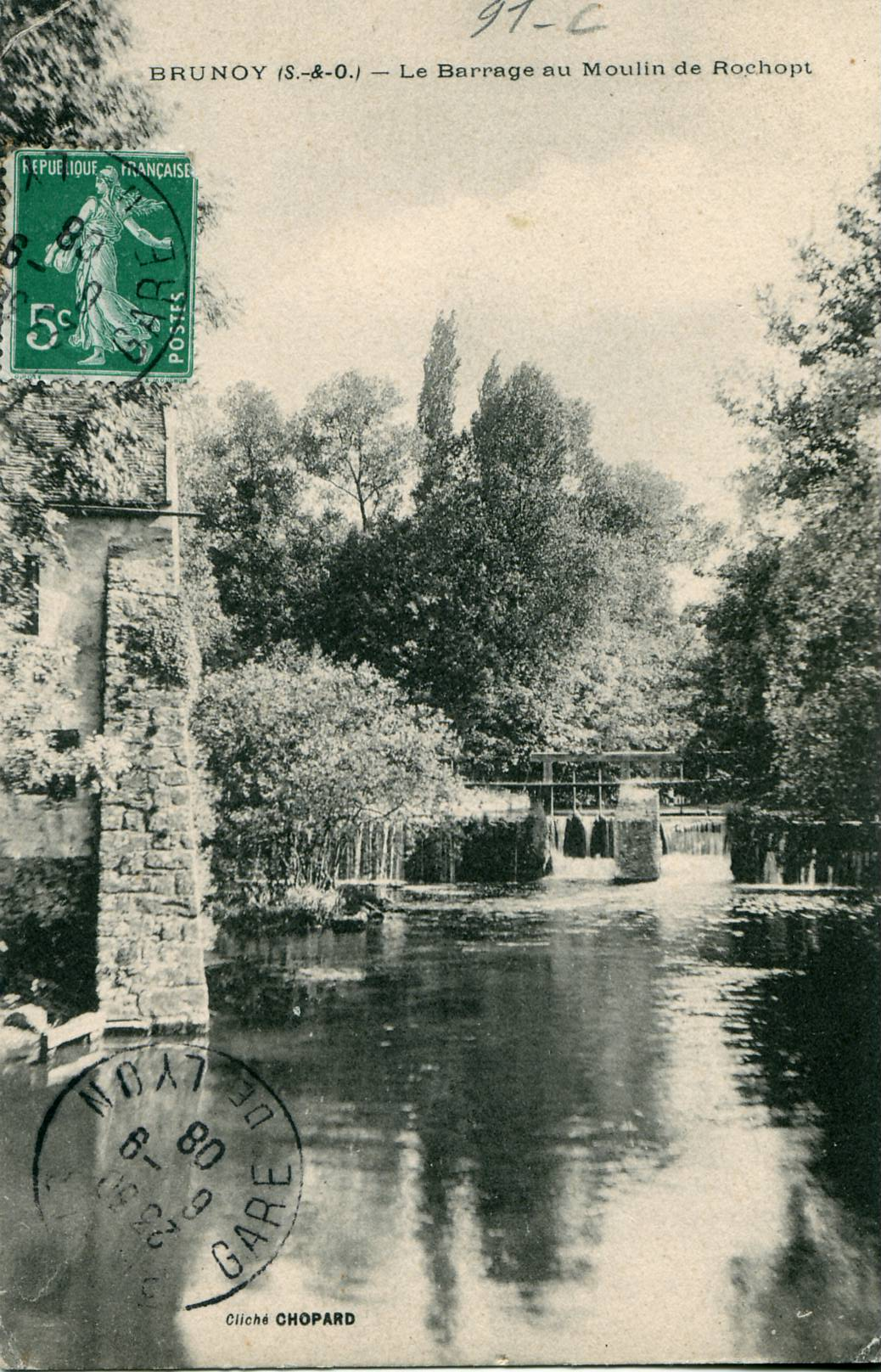
Le barrage du Moulin de Rochopt, avant la Première Guerre mondiale.

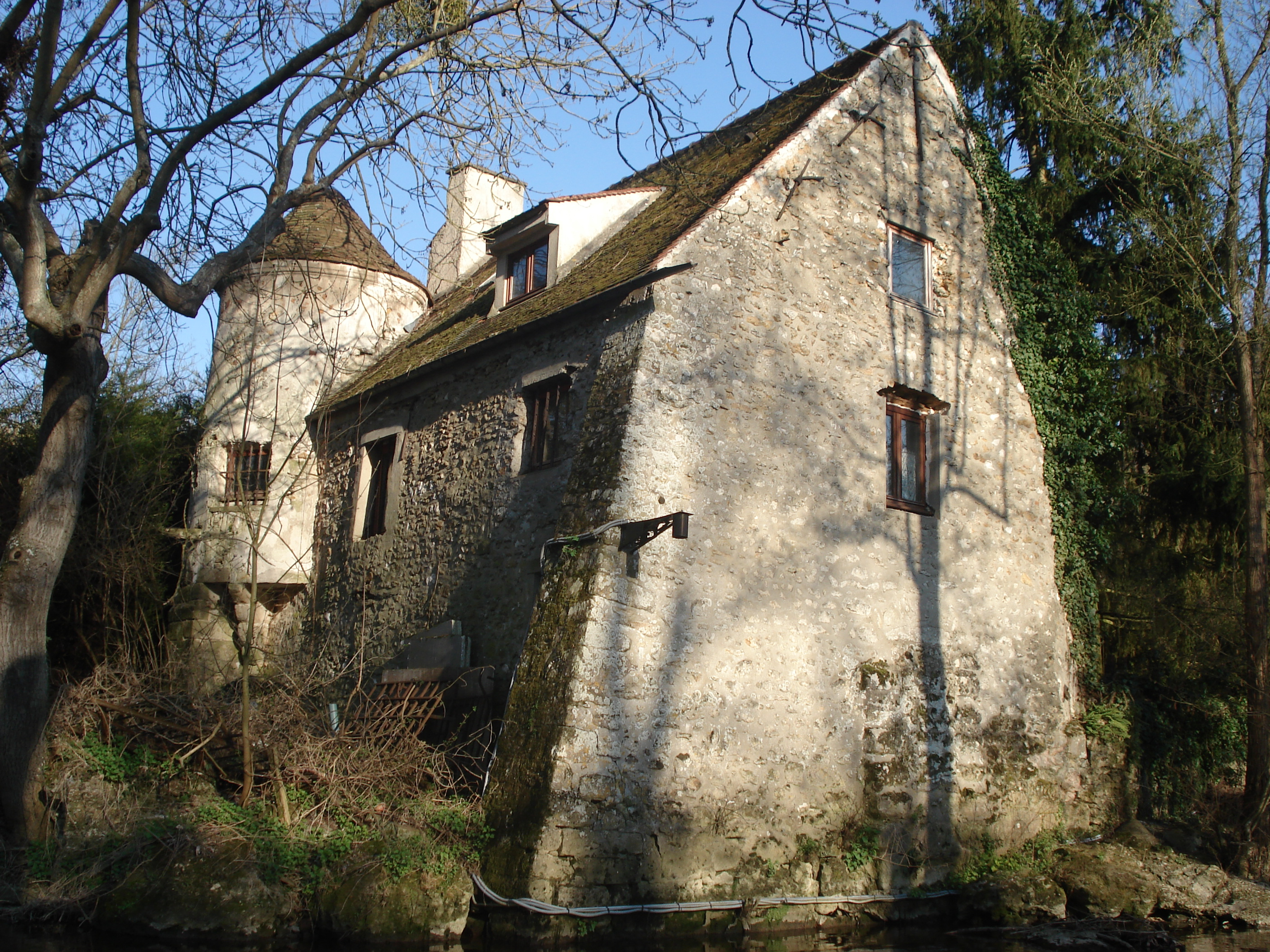
Le moulin de Rochopt.

Construit au XIIe siècle sur l'Yerres, il marquait la limite entre les seigneuries d'Epinay et de Boussy.

##### Le moulin neuf
Propriété des Bénédictins de Chaumes-en-Brie, puis des religieux de saint Antoine à partir de 1426, il fut la résidence de Guillaume Alexandre Tronsson, avocat de la reine Marie-Antoinette, de 1793 à 1796.

#### Patrimoine religieux

##### L'église Saint-Pierre
L'édifice religieux, remanié de maintes fois à travers l'Histoire, possède un chevet datant du XIIe siècle. On peut voir à l'intérieur des fonts baptismaux en marbre noir et couvercle en cuivre datant de 1745.

##### Le menhir
La Pierre-Fitte : menhir classé monument historique le 4 avril 1921. Il se trouve le long des berges de l'Yerres, du pont de l'avenue Jean Moulin, entre Boussy Saint Antoine et Epinay Sous Sénart.

### Personnalités liées à la commune
Différents personnages publics sont nés, décédés ou ont vécu à Boussy-Saint-Antoine :
- Guillaume Alexandre Tronsson (1750-1798), avocat de la reine Marie-Antoinette, trouva refuge au moulin neuf de 1793 à 1796 après l'exécution de sa plus célèbre cliente et par peur des représailles.
- Paul Cottin (1856-1932), érudit et bibliothécaire y est né.
- André Dunoyer de Segonzac (1884-1974), artiste-peintre et illustrateur y est né.
- René Lefeuvre (1902-1988), éditeur y a résidé rue du Moulin Neuf.
- André Brugiroux (1937- ), globe trotter et écrivain voyageur y a vécu la plupart de sa vie.
- Claude Makélélé (1973- ), footballeur international, y a vécu et commencé sa formation[90].

### Héraldique et logotype

Logo.

| Blason de Boussy-Saint-Antoine | Blason  | D’argent à l’aigle de sable chargée d’un écu d’or au tau de gueules. |
| Blason de Boussy-Saint-Antoine | Détails | Le blason de la commune est l’œuvre du maire Georges Coubard et du dessinateur Robert Louis. Il comprend des éléments des armoiries des abbayes de Saint-Pierre de Chaumes en Brie et de Saint-Antoine-en-Viennois. La commune s'est en outre dotée d'un logotype. |

### Boussy-Saint-Antoine dans les arts et la culture
- Boussy-Saint-Antoine a servi de lieu de tournage pour le film sorti en 1991 J'embrasse pas d'André Téchiné[91].
- Le centre commercial de Cora Val d'Yerres  a servi de lieu de tournage pour le film La Loi du marché de Stéphane Brizé. Certaines caissières ont tenu un rôle ou fait de la figuration dans ce film.
- Christophe Offenstein a réalisé le film Canailles, sortie en 2022.